# Raymond Salles
Raymond Julien Salles (Parigi, 18 luglio 1920 – Créteil, 15 giugno 1996) è stato un canottiere francese.

## Palmarès
Olimpiadi
- 1 medaglia:
  - 1 oro (due con maschile a Helsinki 1952)